# Brillevast
Brillevast település Franciaországban, Manche megyében. Lakosainak száma 321 fő (2022. január 1.). Brillevast Théville, Clitourps, Gonneville-le-Theil, Teurthéville-Bocage és Le Vast községekkel határos.

## Népesség
A település népességének változása:
| Lakosok száma | 262  | 265  | 308  | 276  | 344  | 332  | 325  | 324  | 323  | 321  |
|               | 1968 | 1982 | 1990 | 2006 | 2013 | 2015 | 2017 | 2019 | 2020 | 2022 |